# Babiana nana
Babiana nana es una especie de planta fanerógama perteneciente a la familia Iridaceae. Es un endemismo de la Provincia del Cabo en Sudáfrica y naturaliza en Western Australia.

## Taxonomía
Babiana nana fue descrita por (Andrews) Spreng.  y publicado en Syst. Veg. 1: 156 1824.
Etimología
Ver: Babiana
nana: epíteto latíno que significa "pequeña, enana"
Variedad aceptada
- Babiana nana subsp. maculata (Klatt) Goldblatt & J.C.Manning

Sinonimia
- Gladiolus nanus Andrews
- Babiana maculata Klatt
- Babiana sprengelii Baker
- Babiana schlechteri Baker
- Babiana angusta N.E.Br.[5]